# Lulep Tjuoiva
Lulep Tjuoiva är en sjö i Arjeplogs kommun i Lappland och ingår i Piteälvens huvudavrinningsområde. Sjön har en area på 0,274 kvadratkilometer och ligger 471,1 meter över havet. Lulep Tjuoiva ligger i Tjeggelvas Natura 2000-område. Sjön förenas genom ett sund med Alep Tjuoiva.

## Delavrinningsområde
Lulep Tjuoiva ingår i det delavrinningsområde (739120-158380) som SMHI kallar för Inloppet i Alep Tjuoiva. Medelhöjden är 473 meter över havet och ytan är 1,23 kvadratkilometer. Räknas de 14 avrinningsområdena uppströms in blir den ackumulerade arean 175,62 kvadratkilometer. Det vattendrag som avvattnar avrinningsområdet har biflödesordning 2, vilket innebär att vattnet flödar genom totalt 2 vattendrag innan det når havet efter 268 kilometer. Avrinningsområdet består mestadels av skog (77 procent). Avrinningsområdet har 0,28 kvadratkilometer vattenytor vilket ger det en sjöprocent på 22,9 procent.